# Regional Four Day Competition
 (janvier 2009).
Si vous disposez d'ouvrages ou d'articles de référence ou si vous connaissez des sites web de qualité traitant du thème abordé ici, merci de compléter l'article en donnant les références utiles à sa vérifiabilité et en les liant à la section « Notes et références ».
La Regional Four Day Competition, anciennement Shell Shield puis Carib Beer Cup, est une compétition de first-class cricket organisée par le West Indies Cricket Board, et qui oppose des équipes représentant des nations ou des groupes de nations des Caraïbes. Elle se tient pour la première fois en 1965-1966.
Cette compétition n'est pas à proprement parler « internationale », puisque les meilleurs joueurs de ces équipes sont sélectionnées au sein d'une même équipe internationale, celle des Indes occidentales.

## Équipes

### Équipes actuelles
| Équipe            | Représente |
| ----------------- | --- |
| Barbade           | Barbade |
| Guyana            | Guyana |
| Jamaïque          | Jamaïque |
| Îles Leeward      | Antigua-et-Barbuda, Saint-Christophe-et-Niévès, Anguilla, Montserrat, Îles Vierges britanniques, Îles Vierges américaines, Saint-Martin |
| Trinité-et-Tobago | Trinité-et-Tobago |
| Îles Windward     | Dominique, Grenade, Sainte-Lucie, Saint-Vincent-et-les-Grenadines                                                                       |